# Robert Baker Girdlestone
Robert Baker Girdlestone (1836 – 1923) era un chierico anglicano che esercitava il ministero a St John's Downshire Hill, Hampstead.
Ha studiato a Charterhouse, Londra e a Christ Church, Oxford, ed è stato il primo preside di Wycliffe Hall, ad Oxford. Ebraista e capo del dipartimento di traduzione della British and Foreign Bible Society, è meglio conosciuto per la compilazione del testo di riferimento Synonyms of the Old Testament (Sinonimi dell'Antico Testamento).

## Biografia
Robert Baker Girdlestone era il settimo figlio di Charles Girdlestone, membro del Balliol College di Oxford. R. B. Girdlestone era diacono di St. John's Downshire Hill, Hampstead, poi capo del dipartimento di traduzione della British and Foreign Bible Society, e primo preside di Wycliffe Hall, Oxford, dal 1877 al 1889.

## Famiglia
Il suo terzo figlio Gathorne Robert Girdlestone (1881-1950) è stato il primo Professore a Nuffield di Chirurgia Ortopedica, e quindi il primo professore di ortopedia in Gran Bretagna.

## Lavori
- Synonyms of the Old Testament.
- The Student’s Deuteronomy
- Grammar of Prophecy
- Dies Irae: the judgement of the great day, viewed in the light of scripture and conscience (1869)
- The Final Judgment and Future Prospects of Mankind (1872)